# 지뢰탐지기
지뢰탐지기(探知器)는 전자기유도와 맴돌이 전류를 이용하여 쉽게 보이지 않는 지뢰를 탐지하기 위해 만든 금속탐지기이다. 
현대에 이르러 지뢰탐지기는 캄보디아를 비롯하여 지뢰피해를 줄이기위한 해방책으로도 많은 나라에서 다양한 분야에서 사용된다.

## 역사
지뢰탐지기는 금속탐지기중의 하나이다.
금속탐지기는 일찍이 19세기 말에 광산개발을 위해 만들어졌다. 최초의 금속탐지기는 미국의 발명가 알렉산더 그레이엄 벨에 의해 만들어졌다. 1881년 7월 2일, 미국의 대통령인 제임스 A. 가필드는 모교 윌리엄스 대학 방문 중 개인적인 원한을 산 찰스 기토에게 저격을 당했다. 그의 몸에 박힌 납 탄환 때문에 그의 건강이 악화되었는데, 의사들은 이 탄환을 찾지 못했다. 벨은 금속 탄환을 찾기 위해 금속탐지기를 급조했다. 그의 장치는 테스트에서는 잘 작동했지만 탄환을 찾는 데에는 장치의 오작동으로 인해 실패했다. 벨은 대통령이 누워있던 침대의 뼈대가 금속이기 때문에 금속 재질이 아닌 침대로 올려달라고 부탁했지만 무시당했다. 가필드 대통령은 결국 패혈증으로 세상을 떠났다.
독일의 발명가 게르하르트 피셔는 1920년대에 정확한 항해를 위해 전파를 이용한 무선 방향 탐지 장치를 연구하고 있었다. 피셔는 그의 발명품이 광석이 많은 지역에서 오작동하는 것을 보고 금속을 탐지하는 것이 가능하다고 생각했다. 그리고 그는 1925년에 최초의 휴대용 금속탐지기를 개발하여 최초로 금속탐지기에 대한 특허를 얻었다. 1931년, 피셔는 금속탐지기를 땅 속에 묻힌 작은 물체를 찾아내거나 광맥을 찾아낼 수 있도록 개량하여 최초로 상업적으로 판매했으며, 대량생산했다.

## 지뢰피해국가
지뢰피해국가는 캄보디아를 비록하여 베트남, 태국, 미얀마 등의 많은 동남아시아국가와 대한민국이 포함된다.
이 외 유럽의 독일, 스페인과 이라크와 시리아 등의 중동 지방도 심각한 지뢰피해 국가이다.
우리나라는 90년대 말쯤 '대인지뢰 사용금지 조약'에 가입을 한 상태이다.
현재 M14와같은 플라스틱지뢰를 탐지하는 지뢰탐지기도 개발이 되었으며 독일 Vallon사의 Minehound와 같은 듀얼센서를 탑재한 탐지기까지 개발되었다.
우리군에서도 듀얼센서탐지기를 도입예정이며 개발 또한 진행 중이다.

##### 탐지 방식
탐지방식에는 많은 프로그램이 사용된다.
그중 가장 일반적인게 VLF(Very Low Frequency)이다. 저주파방식이라고도 불리며 취미용이나 보안용으로 많이 사용된다.
지뢰탐지기용으로 사용되는 프로그램은 펄스유도형(Pulse Induction) 방식이다.
펼스방식은 지뢰탐지나 자연금탐지같은 작은 금속을찾는데 사용된다.

지뢰(地雷, 영어: land mine)는 땅에 파묻은 후에 외부의 압력을 받으면 뇌관을 작동하여 폭발시키는 무기다.

## 분류
- 사용 목적: 대인용, 대전차용. 대인용은 다시 완전한 살상용과 소위 발목지뢰라 하여 신체의 일부분(주로 발목)을 공격 대상으로 삼는 지뢰가 있다.
- 폭발 방법: 촉발식, 전기식, 화학반응식
- 형태: 원반형, 사각통형, 원통형, 상자형 등
- 도약식 지뢰: 압력을 받은 지뢰가 공중으로 뛰어올라 파편을 위에서 아래로 펼침으로서 살상력을 강화한 것이다. 주로 대인지뢰에 많다.

## 매설 방식
예전에 지뢰를 매설할 때에는 일일이 사람이 파묻었다. 주로 전투공병이 이런 임무를 수행했지만, 일반 보병부대도 약간의 교육과 훈련을 거쳐 지뢰 매설에 동원되는 일이 흔했다.

## 제조 지역
ICBL은 2004년 8월에 지뢰를 제조하는 국가들을 다음과 같이 정의하였다.
- 버마
- 중화인민공화국
- 쿠바
- 인도
- 이란
- 이라크 (2003년 침공 이후 생산이 중단된 것으로 보고는 있음)
- 네팔
- 조선민주주의인민공화국
- 파키스탄
- 러시아 연방
- 싱가포르
- 베트남

최근까지 지뢰를 제조하였을 것으로 간주되는 다른 나라는 다음과 같다:
- 이집트는 비공식적으로 1988년에 생산을 중단하였다고 언급하였다.
- 2003년 9월에 중국의 한 관리에 따르면 쌓인 재고가 많아서 생산을 중단하였다고 언급하였다.
- 2004년 3월에 리비아 관리에 따르면 대인 사살용 지뢰를 생산한 적이 전혀 없다고 언급하였으나 1970년대와 1980년대에 지뢰를 비축해 놓은 것으로 알려져 있다.
- 유엔은 페루에 대해 지뢰 생산이 1999년 1월에 중단되었다고 언급하였다. 페루는 1999년 서명과 협약에 참가한 국가 가운데 하나였다.
- 덴마크는 공식적으로 1995년에 지뢰를 생산하는 공장이 여섯 군데 있다고 선언하였다. 그러나 오타와 협약에 참가한 뒤로 중단하였다.
- 미국은 1997년에 지뢰 제조를 중단하였으나 가장 많은 재고량을 가진 나라들 가운데 하나이다.